# ビュイック・アンコール
アンコール (英語：ENCORE、中国語：昂科拉)は、GMが製造、ビュイックブランドで販売しているクロスオーバーSUVである。

## 初代 (2012-2019年)
2012年1月の北米国際オートショーにてワールドプレミアされた。
オペル・モッカ/モッカXとシボレー・トラックス（ホールデン・トラックス）は姉妹車であり、外観デザインは各ブランドの趣向に合わせて変更を受けているものの、基本的なメカニズムは共有する。生産は韓国の韓国GMが担当。
2016年には改良が施され、最新のビュイック車共通のイメージを有するフロントマスクに刷新された。

### メカニズム
プラットフォームはシボレーのアベオ（ソニック）やスパークと同じGMガンマ2を採用し、エンジンは140PSの出力を誇る1.4Lガソリンターボ1種のみで、トランスミッションも6速ATのみでMTの設定は無い。尚、FFのほかにトルク・オン・デマンド方式の4WDも選択可能である。
内外装については、フロントグリルをはじめとした各所に鍍金を多用し、インテリアパネルについては各所に鍍金を、そしてシートについても本皮革を奢るなどとなっている。

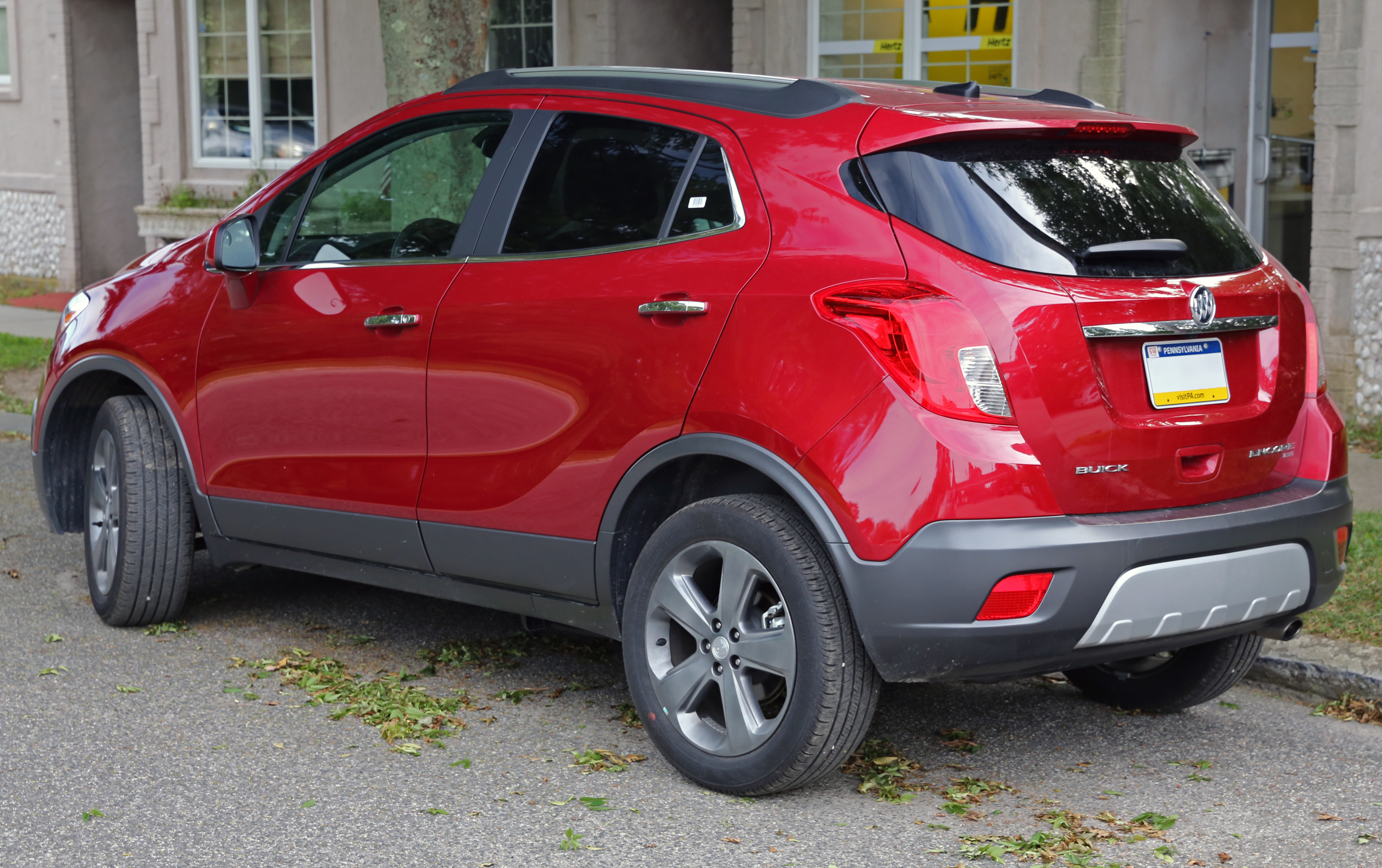
ビュイック・アンコール（前期型）
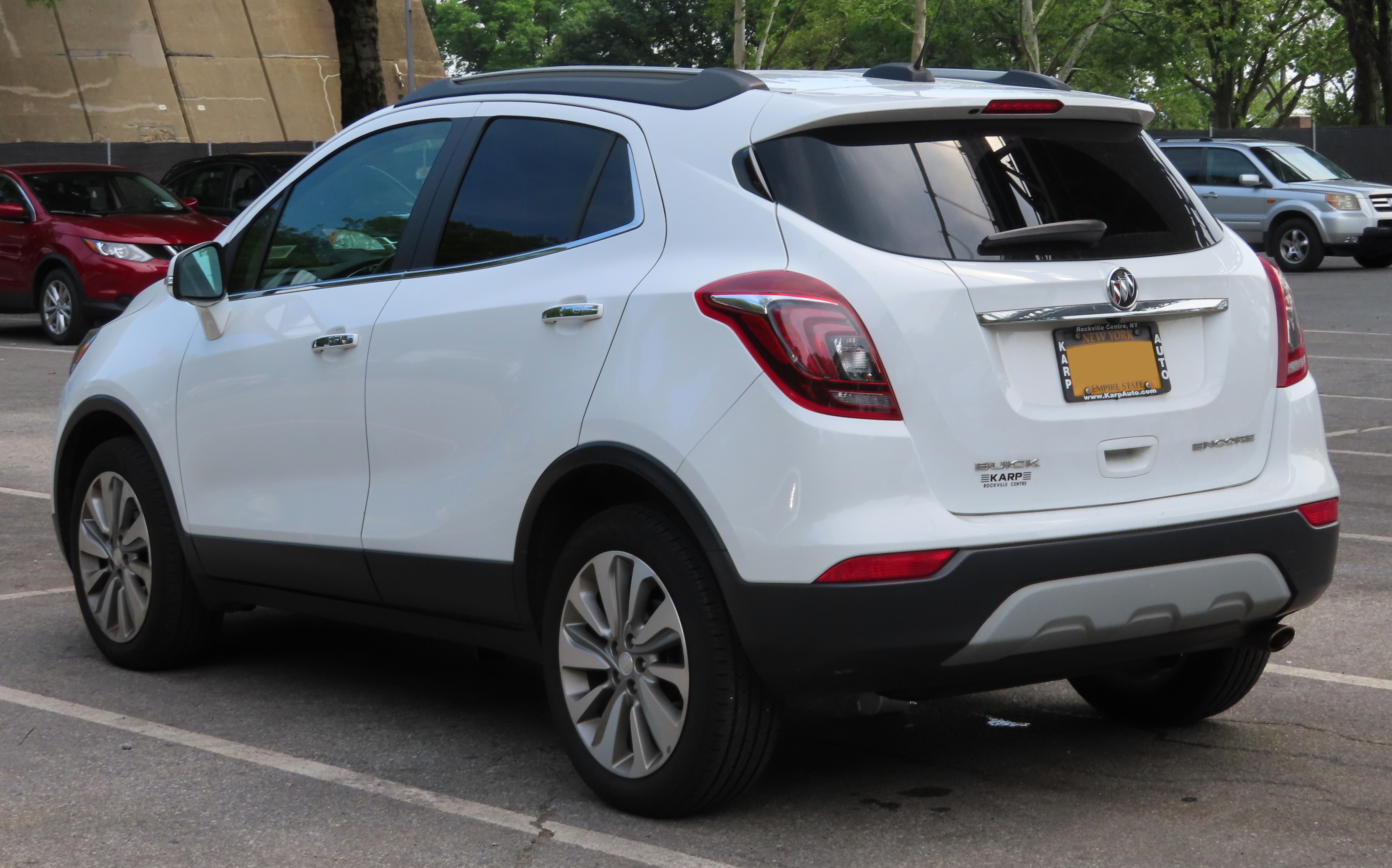
ビュイック・アンコール（後期型）

## 2代目 (2019年- )
2019年4月、上海モーターショーにてアンコールGXとともに2代目モデルが初公開された。その後、同年7月より販売開始。当モデルは中国のみで販売され、北米では先代モデルが引き続き販売される。プラットフォームは新興国向けモデルのために開発されたGEMプラットフォームを採用。
パワートレインは最高出力92kW、最大トルク180N･mを発揮する1.0Lガソリンターボエンジン、最高出力121kW、最大トルク240N･mを発揮する1.3Lガソリンターボエンジンの2種類。1.0Lモデルには6速ATが、1.3LモデルにはCVTが組み合わされ、駆動方式はFFのみである。